# Xabre

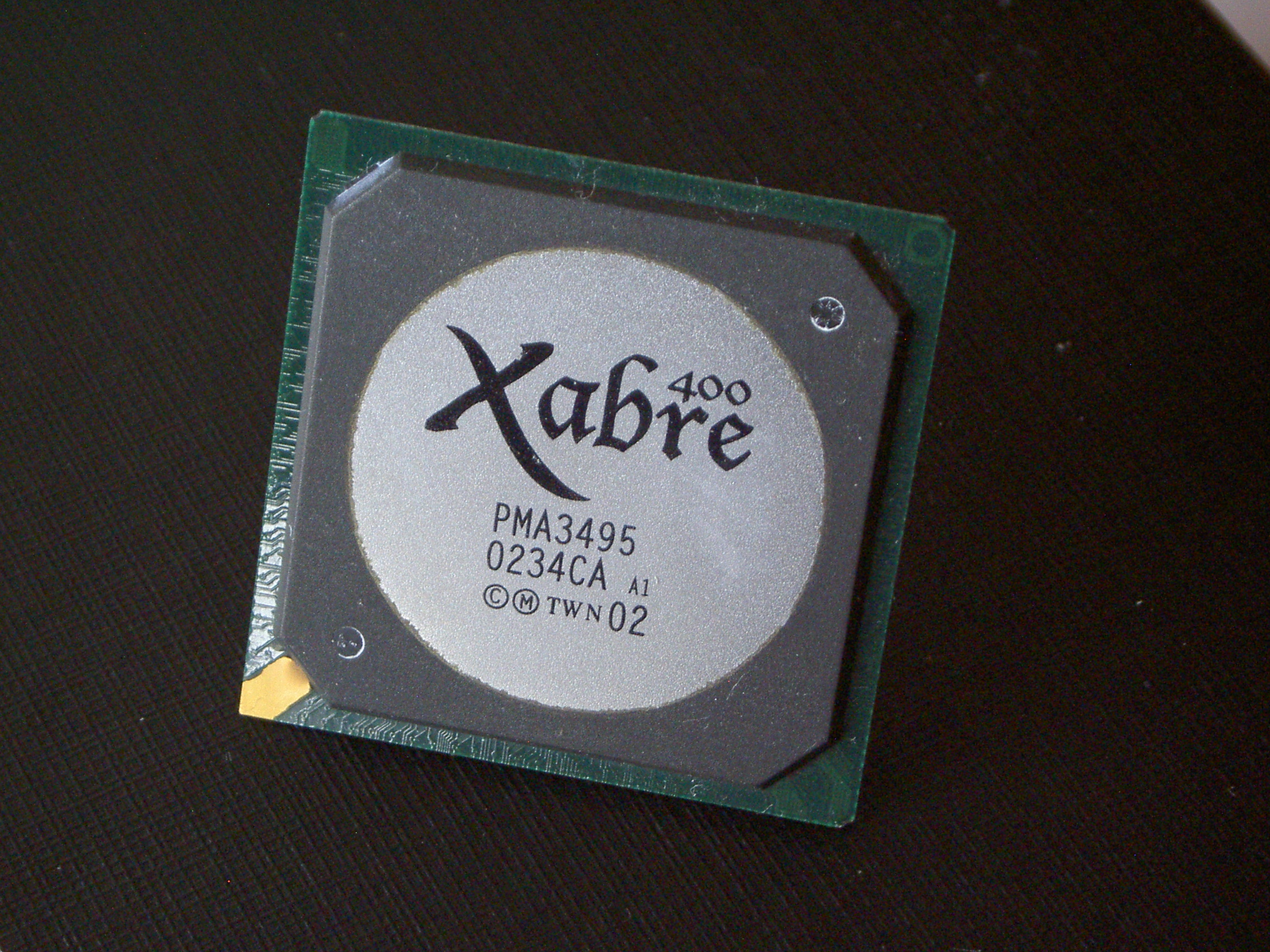
Xabre 400

Xabre（セイバー）は、SiS社が開発したビデオチップ（グラフィックアクセラレータ、GPU）、およびそれらの製品シリーズ名である。
Xabreという名称は、eXtraordinary, Advanced, Brilliant, Rapture, Enrichmentの5語より1字ずつとり、剣を意味する Saber の音に当てはめたものである。性能・価格的には、ローエンドからメインストリームクラスの製品である。

## 概要

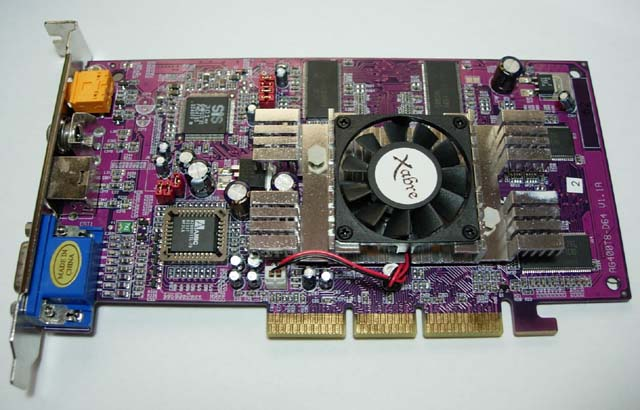
ECS AG400T8-D64
(Xabre 400採用)

Xabreは、SiSによるビデオチップ「SiS 315」の後継製品で、コードネーム SiS 330 シリーズとして開発された。256ビットの3Dエンジンと128ビットの2Dエンジンで構成されるグラフィックスコアを持つ。
4P/2Tで構成されるピクセルピクセルシェーダー Pixelizerを搭載し、バーテックスシェーダーはソフトウェア処理とすることでDirectX 8.1に対応している。Xabre 600では Vertexilzer と呼ぶバーテックスシェーダーのソフトウェア処理を支援する仕組みが搭載された。
また、AGP 8Xバスを他社に先駆けて採用。SiSはAGP 8XならびにDirectX 8へ対応したXabreのデザインを 8X8 と呼んだ。Xabreの発表時はまだAGP 8Xの規格自体が正式に策定されておらずプロポーザル規格に準じた対応であったが、AGP 8xをサポートするSiS 648チップセットと合わせ、同シリーズのアドバンテージとして積極的にアピールされた。この他、2x/4xのFSAAに対応する Jitter-Free Anti-Aliasing およびディスプレイ出力の色調補正を行う Coloredeemer などの機能を搭載する。
さらにコンパニオンチップのSiS 301を併用すると、デュアルディスプレイ機能の Double Scene Technology を利用可能となる。これによりセカンダリの出力はVGAだけでなく、DVIまたはS-Video/NTSC/PALの出力も可能となる。実際にXabre 400/600を搭載したビデオカードの多くがSiS 301を搭載している。
動画再生支援機能としては最大20 Mビット/秒のビットレートでMPEG-1/2のハードウェアデコードが可能な他、スケーリングおよびインターレース補完、ダウンスケーリングにもハードウェアで対応する。

## 歴史
- 2002年4月: Xabre発表[1]。ラインナップはXabre 400、同200、同80[1]。
- 2002年11月: Xabre 600発表[4]。
- 2003年9月: XabreコアのMirage2を搭載するSiS 760発表。

## 採用製品
Xabreを採用したビデオカードは大手ボードベンダー各社よりリリースされた。特に、Triplex社より販売されたビデオカードは銀色の基板や、三角柱の独特なパッケージングデザインが話題になった。
2003年にはECS社からXabre200をオンボード実装したマザーボード L4VXAG が発売された。

## 派生品

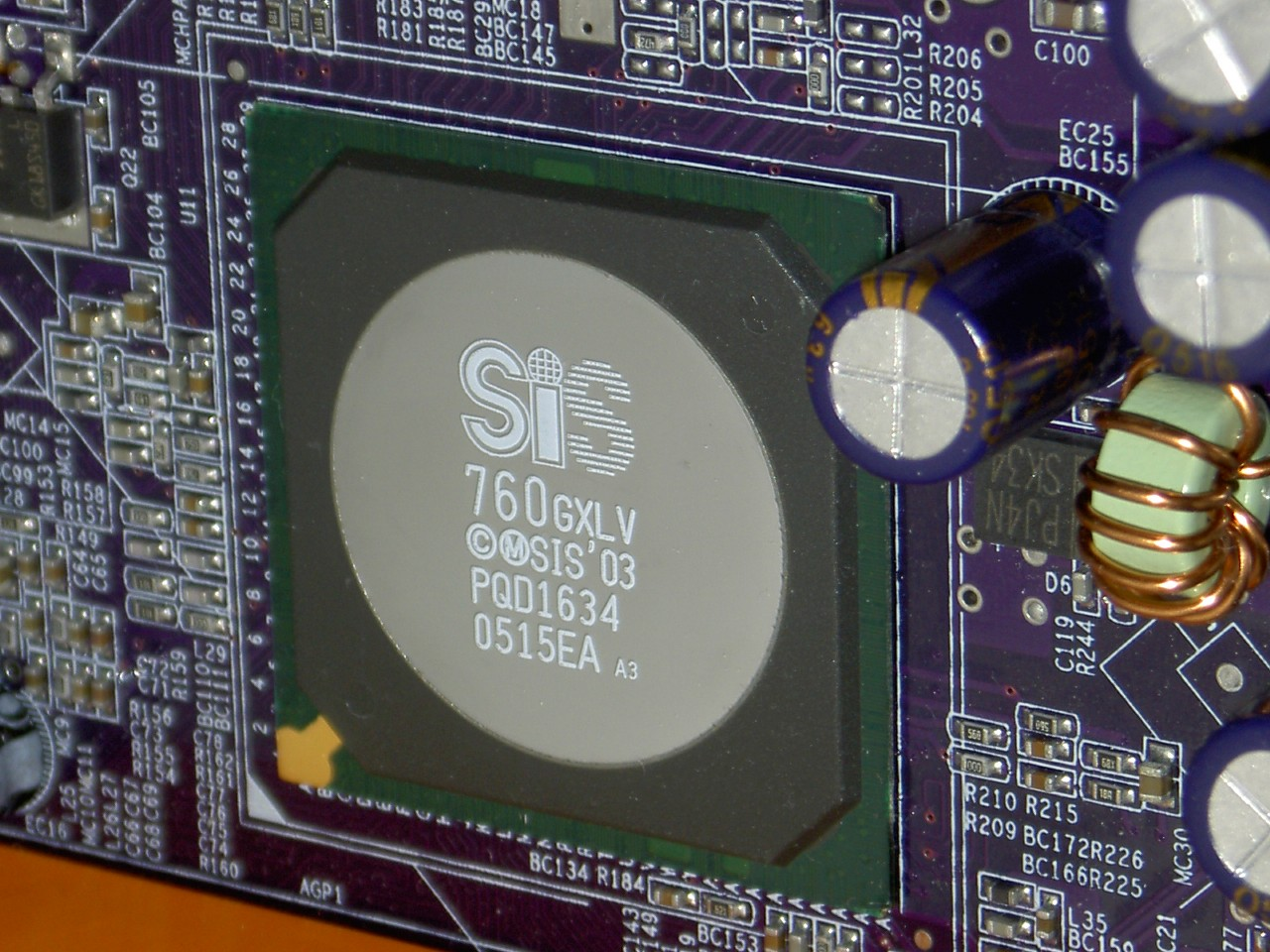
Mirage2を搭載するSiS 760GX

SiSは2002年、Intelプラットフォーム向けの統合チップセット SiS 660 および、AMDプラットフォーム向けの統合チップセット SiS 760 を発表した。これらに統合される Mirage2 (旧称Ultra256) グラフィックスコアはXabre80がベースとなっている。
SiS 760はメインメモリの一部をVRAMとして使用するUMA以外にビデオメモリ専用に外部メモリを接続する Local Frame Buffer (LFB) をサポートする。LFBはメモリバス幅64ビットで接続され、UMAとの併用も可能である。LFBとUMAとの併用時にはメモリバス幅は128ビットとなる。
後にLFBサポートを省略した"SiS 760GX"も発表された。

## 製品仕様
| 製品名    | 製造プロセス | コアクロック | メモリクロック                     | メモリバス幅            | 最大容量 | インターフェース |
| --------- | ------------ | ------------ | ---------------------------------- | ----------------------- | -------- | ---------------- |
| Xabre 600 | 130 nm       | 300 MHz      | 600 (300×2) MHz                    | 128ビット               | 128 MB   | AGP 8x           |
| Xabre 400 | 150 nm       | 250 MHz      | 500 (250×2) MHz                    | 128ビット               | 128 MB   | AGP 8x           |
| Xabre 200 | 150 nm       | 200 MHz      | 400 (200×2) MHz                    | 128ビット               | 128 MB   | AGP 8x           |
| Xabre 80  | 150 nm       | 200 MHz      | 333 (166×2) MHzまたは166 MHz (SDR) | 64ビット                | 64 MB    | AGP 4x           |
| Mirage 2  | N/A          | 133 MHz      | N/A                                | 128ビットまたは64ビット | 128 MB   | AGP 8x相当       |

## 評価とその後
XabreシリーズはGPU市場ではマイナープレイヤーに属するSiSの製品でありながら、多くのビデオカードOEMメーカーに採用された。またNVIDIAが供給する競合製品であるGeForce4 MXシリーズへの値下げ圧力となるなど一定の成功を収め、SiSは前モデルであるSiS 315に続き、GPUベンダーとして一定の存在感を示した。
これはXabreシリーズが安価であることに加え、普及価格帯のビデオカード製品としては初めてピクセルシェーダ1.3を搭載し、DirectX 8.1に対応した点が大きい。（当時の競合となるGeForce4 MX、RADEON 7x00ともにDirectX 7世代であった）
その後、Xabreシリーズの後継製品として、Xabre II がたびたびアナウンスされた。これは8P/8Tで構成されピクセルシェーダ2.0およびバーテックスシェーダ2.0を搭載することでDierctX 9.0に完全対応し、0.13 μmプロセスルールで製造されるGPUであるとされていた。しかしXabre IIが正式発表されないまま、SiSはグラフィック部門を分社化する形でXGI社を設立。Xabreシリーズに関する諸権利はSiSに残されたが、以後SiSではディスクリート向けGPUの開発は行われず、Xabreシリーズも終了した。